# Solona Balka, Karlivka
Solona Balka (în ucraineană Солона Балка) este un sat în orașul raional Karlivka din regiunea Poltava, Ucraina.

## Demografie
Componența lingvistică a localității Solona Balka
     Ucraineană (96,46%)
     Rusă (2,65%)
     Alte limbi (0,88%)
Conform recensământului din 2001, majoritatea populației localității Solona Balka era vorbitoare de ucraineană (96,46%), existând în minoritate și vorbitori de rusă (2,65%).